# Калмтхаут
Калмтхаут (на нидерландски: Kalmthout) е селище в Северна Белгия, провинция Антверпен. Намира се на границата с Нидерландия, на 17 km северно от град Антверпен. Населението му е около 17 500 души (2006).